# 布盧格姆 (加利福尼亞州)
布盧格姆（英語：Bluegum）是位於美國加利福尼亞州格伦縣的一個非建制地區。該地的面積和人口皆未知。

## 地理
布盧格姆的座標為39°35′01″N 122°11′36″W / 39.58361°N 122.19333°W，而該地的平均海拔高度為46米（即151英尺）。